# Mille (woreda)
Pour les articles homonymes, voir Mille.
Mille est l’un des 29 woredas de la région Afar au nord-est de l’Éthiopie.